# Marianne Paulsen
Marianne Paulsen (* 20. Mai 1980) ist eine ehemalige norwegische Fußballspielerin.

## Karriere

### Vereine
Paulsen spielte im Seniorinnenbereich zunächst für den in Harstad ansässigen Medkila Idrettslag von 1998 bis 1999 in der 1. Divisjon, der zweithöchsten Spielklasse im norwegischen Frauenfußball. Anschließend war sie in den Spielzeiten 2000 und 2001 in der Toppserien, der höchsten Spielklasse, für den Byåsen Idrettslag aus Trondheim aktiv, für den sie 34 Punktspiele bestritt und zu einem Tor kam. Ihr erstes Punktspiel für den Verein bestritt sie am 30. April 2000 bei der 1:2-Niederlage im Auswärtsspiel gegen den FK Larvik und ihr einziges Tor erzielte sie am 28. April 2001 mit dem 1:0-Siegtreffer in der 54. Minute im Auswärtsspiel gegen den FK Athene Moss. Dem Ligakonkurrenten Arna-Bjørnar gehörte sie anschließend von 2002 bis 2004 an. Mit der Mannschaft erreichte sie im Spieljahr 2002 das Finale um den nationalen Vereinspokal, das erst in der Verlängerung mit 4:3 von ihrem zukünftigen Verein gewonnen wurde. Für den Trondheims-Ørn SK kam sie ebenfalls in drei Spielzeiten zum Einsatz.

### Nationalmannschaft
Ihr Debüt als Nationalspielerin für den NFF gab sie in der U16-Nationalmannschaft am 21. Januar 1996 in Hamar beim 3:0-Sieg im Freundschaftsspiel gegen die U16-Nationalmannschaft Israels. Bis zum 29. Juni 1997 schlossen sich 14 weitere Länderspieleinsätze an. 1998 und 1999 wurde sie in jeweils zwei Länderspielen in der U18-Nationalmannschaft berücksichtigt.
Vom 28. Juli 2000 bis zum 28. Juli 2002 wurde sie 14 Mal in der U21-Nationalmannschaft eingesetzt und nahm dreimal am altersbezogenen Turnier um den Nordic-Cup teil und bestritt 2000 in Deutschland, 2001 in Norwegen und 2002 in Finnland jeweils vier Spiele. Die beiden Freundschaftsspiele am 9. September 2000 und am 8. Mai 2002 wurden gewonnen (3:1 vs. Schweden in Sarpsborg; 3:2 vs. Frankreich in Fredrikstad).
Für die A-Nationalmannschaft debütierte sie am 11. März 2001 in Albufeira beim 5:1-Sieg über die Nationalmannschaft Finnlands im ersten Spiel der Gruppe B bei ihrer Teilnahme am Turnier um den Algarve-Cup mit Einwechslung für Bente Kvitland in der 79. Minute. Wie auch im Spieljahr 2001 kam sie auch im Spieljahr 2002 lediglich zu einem A-Länderspiel, das am 14. September in Grimstad gegen die Nationalmannschaft Deutschlands mit 1:3 verloren wurde.
Im Spieljahr 2003 wurde sie in zwölf A-Länderspielen eingesetzt, darunter drei Freundschaftsspiele, drei im Vier-Nationen-Turnier in der Volksrepublik China, vier im Turnier um den Algarve-Cup und (die ersten) zwei in der EM-Qualifikationsgruppe 2 (6:0 vs. Belgien in Kristiansand, und 2:0 vs. Niederlande in Mandal).
Im Spieljahr 2005 bestritt sie zwei in Freundschaft ausgetragene Länderspiele (0:1 vs. England am 6. Mai in Barnsley, und 3:0 vs. Kanada am 31. Mai in Sarpsborg) und kam bei der vom 5. bis 19. Juni in England ausgetragenen Europameisterschaft im ersten und dritten Spiel der Gruppe B sowie im Halbfinale und Finale zum Einsatz.
Im Spieljahr 2006 wurde sie im Vier-Nationen-Turnier in Guangzhou bei der 1:3-Niederlage gegen die Nationalmannschaft Chinas eingesetzt und am 2. August in Lyngdal, wo die Nationalmannschaft Dänemarks mit 2:1 bezwungen wurde; es war zugleich ihr letztes A-Länderspiel.

## Erfolge
Nationalmannschaft
- Finalist Europameisterschaft 2005
- Dritter Algarve-Cup 2003

Arna-Bjørnar
- Norwegischer Pokal-Finalist 2002